# Darcyho zákon

Darcyho zákon

Darcyho zákon je matematický vztah, který definuje rychlost průtoku kapaliny nasycenou zónou pevného porézního tělesa. Jedná se o lineární závislost mezi filtrační rychlostí kapaliny vf (resp. průtočným množstvím Q) a piezometrickým (hydraulickým) gradientem I. Odvodil ji francouzský inženýr Henry Darcy (1856), který ji vyjádřil vzorcem:
{\displaystyle v_{f}=k\cdot I}
resp.
{\displaystyle v_{f}={\frac {Q}{A}}=k\cdot I}
kde
- k – koeficient filtrace
- Q	- objemový průtok filtrem délky L s průřezem A,
- I	- piezometrický gradient (h1- h2)/L, tj. výškový rozdíl mezi úrovní hladiny h1 nad vstupem do filtru a úrovní hladiny h2 přiléhající k spodní výtokové ploše dělený délkou (výškou) filtru L,
- vef	- efektivní rychlost
- vf	- filtrační rychlost

Darcyho zákon platí pro stacionární proudění, proto se připouští závislost pouze na x a nikoliv na čase. Lze jej také vyjádřit vztahem:
{\displaystyle Q=kA{\frac {h_{a}-h_{b}}{L}}},
resp.:
{\displaystyle k={\frac {Q\cdot L}{A\cdot (h_{a}-h_{b})}}}
kde:
- Q je průtok pronikající kapaliny v m³/s
- k je koeficient filtrace nebo Darcyho koeficient. Udává se v m/s.
- A je plocha v m², kterou proudící médium protéká
- ha je tlak v místě vtoku média do materiálu
- hb je tlak v místě výtoku média z materiálu
- L je vzdálenost mezi místy a a b v m.

Vztah mezi efektivní a filtrační rychlostí proudění je dán úměrou:
{\displaystyle v_{ef}={\frac {v_{f}}{\mu }}}
kde
- μA	- koeficient účinnosti filtračního průřezu (kinematická pórovitost), který je vždy menší jak 1

## Platnost Darcyho zákona
Darcyho zákon byl odvozen pro proudění vody v nasycené zóně. Pro proudění v nenasycené zóně platí Darcy-Buckinghamův zákon.
Zákon vyjadřuje lineární závislost rychlosti proudění na rozdílu tlaků proudícího média a vzdálenosti sledovaných bodů. Četné experimenty ukazují, že tato lineární závislost platí pro velký rozsah hodnot hydraulického gradientu a pro většinu obvyklých hornin a zemin. Odchylky od platnosti Darcyho zákona jsou zjišťovány při malých gradientech hydraulické výšky ve velmi jemnozrnných materiálech a také u hrubozrnných materiálů, pokud gradient hydraulické výšky překročí jistou mezní hodnotu. V prvém případě mluvíme o prelineárním proudění, ve druhém o postlineárním proudění.
K postlineárnímu proudění dochází, pokud setrvačné síly v proudící tekutině začnou převažovat nad silami vazkými a v prostoru pórů nastane významné turbulentní proudění. Indikátorem je kritická hodnota Reynoldsova čísla Re. V hydromechanice pórového prostředí definujeme Reynoldsovo číslo vztahem :
{\displaystyle {\mbox{Re}}={\frac {v_{s}d}{\nu }}}
kde
- ν – velikost toku
- d – charakteristický rozměr zrna za něž s ohledem na zabezpečenost dosazujeme d10 nebo d20.

Hálek a Švec (1973) uvádějí, že v porézním prostředí Re splňuje nerovnost 1 < Re < 10
Položíme-li Re = 1, dosadíme-li dále za velikost toku hodnotu vs = 2,5×10−3 m/s a za kinematickou viskozitu vody hodnotu pro běžné teploty podzemní vody ν =1,31×10−6 m2/s, dostaneme jako podmínku platnosti Darcyho zákona nerovnost d ≤ 5,24×10−4 m. Tato hodnota odpovídá hrubému písku. Z toho je vidět, že je velmi málo pravděpodobné překročení meze platnosti Darcyho zákona pro běžné přírodní materiály.

Prelineární proudění bývá pozorováno u materiálů charakterizovaných velmi malými zrny a póry a velkým specifickým povrchem (spraše, jíly). Příčinou prelineární odchylky od Darcyho zákona je skutečnost, že v těchto materiálech je prakticky veškerá voda v pórech v kontaktu s pevnou fází, má formu hygroskopické nebo obalové vody a je tudíž víceméně nepohyblivá. V takovém případě existuje určitá prahová kladná hodnota velikosti gradientu tlakové výšky, při jejímž překročení teprve dochází k pohybu vody.
Darcyho zákon se všeobecně přijímá jako zákon určující pohyb podzemní vody, platí však v zásadě pouze pro laminární proudění v určitém rozsahu rychlostí.
Používá se především v hydrogeologii nebo stavebnictví při projektování způsobů odvodňování stavebních jam apod.
Podstatné je, že množství pronikající kapaliny je přímo úměrné tlakovému gradientu (ha − hb) a nepřímo úměrné protékané vzdálenosti. Velikost konstanty k se určuje pomocí čerpacích nebo stoupacích zkoušek případně laboratorně na neporušených vzorcích horninového materiálu.